# ふるなび
ふるなびは、アイモバイルが提供するふるさと納税の総合サイトである。

## 概要
ふるなびは、ふるさと納税を通じて全国の市区町村に寄附金を集めることで地域活性化を支援しており、ふるさと納税の認知啓蒙を目的としたふるさと納税関連サービスも多数展開している。
2022年10月4日現在、契約自治体数は1000団体以上、掲載返礼品数は約35万点以上となっている。

## 沿革
- 2014年7月 - サービス開始
- 2017年10月17日 - 「ふるなびトラベル」サービス開始[2]
- 2018年4月2日 - 「ふるなびクラウドファンディング」サービス開始
- 2019年10月17日 - 「ふるなびカタログ」サービス開始[3]

## ふるなびのサービス
- ふるなびクラウドファンディング
- ふるなび災害支援
- ふるなびトラベル
- ふるなびカタログ
- ふるなびプレミアム[4]
- ふるなびグルメポイント
- たまるモール

## 広告・CMに出演した有名人
- 中条あやみ（2018年11月 - ）
- 貴乃花光司（2019年6月 - ）
- 名倉七海（2020年10月 - ）